# Résistance ukrainienne lors de l'invasion de l'Ukraine par la Russie

Carte de la situation de l'invasion de l'Ukraine par la Russie de 2022, avec les territoires occupés par la Russie en rouge. La résistance partisane est la plus importante dans les terres occupées du sud de l'Ukraine.

Lors de l'invasion de l'Ukraine par la Russie, la Russie occupe de vastes portions du territoire ukrainien à partir de 2022. Certains territoires, plus précisément des parties des oblasts de Donetsk et de Louhansk ainsi que l'ensemble de la république autonome de Crimée, étaient déjà sous occupation russe depuis 2014. Après le début de l'invasion, des mouvements de résistance partisane ukrainiens s'organisent dans les territoires occupés par la Russie, notamment dans des villes comme Kherson et Melitopol.

## 2022

### Mars
Le 1er mars, le maire de Kreminna, Volodymyr Strouk, a été enlevé dans sa maison. Son épouse a déclaré que des hommes cagoulés inconnus sont entrés dans son domicile et ont kidnappé son mari. Le lendemain 2 mars, Strouk a été retrouvé fusillé d'une balle dans le cœur. Anton Gerachtchenko, conseiller au ministère ukrainien de l'Intérieur, a indiqué que Strouk a été tué par des « patriotes inconnus », suggérant que des locaux étaient responsables de son enlèvement et de son assassinat. Strouk était connu pour être une importante figure prorusse dans la région, possédant « de l'argent en provenance de et soutenu par la fédération de Russie », qui avait déjà exprimé son soutien aux forces séparatistes prorusses en 2014. Avant sa mort, Strouk avait appelé les autorités locales à dialoguer et à collaborer avec les forces russes,.
Le 20 mars, deux résistants non identifiés abattent l'assistant de Volodymyr Saldo (nommé gouverneur de l'oblast de Kherson par les forces russes), Vladimir Slobodchikov, dans sa voiture en sortant de sa maison à Kherson.

### Avril
Le 20 avril, Valery Kuleshov, un blogueur pro-russe, est abattu dans sa voiture à Kherson.
Le 21 avril, lors d'une interview télévisée, le maire de la ville occupée de Melitopol, Ivan Fedorov, a déclaré que, selon les services de renseignement ukrainiens, des partisans ukrainiens avaient tué 100 soldats russes dans la ville, principalement des patrouilles de police russes et principalement dans des embuscades nocturnes. Feodorov a également affirmé que l'armée russe avait du mal à faire face à ces partisans car la majorité de la population de Melitopol était contre la présence russe.
Le 21 avril, Ukrayinski Novini rapporte que des partisans situés dans la ville occupée de Kherson avaient laisser une banderole avec un message sur un poteau de la ville, disant : « Occupant russe et tous ceux qui soutiennent leur régime. Nous sommes proches - nous travaillons déjà à Kherson. La mort vous attend à tous ! Kherson, c'est l'Ukraine ! ».
Le 26 avril, le gouverneur de l'oblast de Mykolaïv (en), Vitaliy Kim, a déclaré qu'il y avait eu une résistance contre l'armée russe dans l'oblast de Kherson pendant deux mois et que les partisans ukrainiens avaient tué 80 soldats russes dans la région.
Le 28 avril, 24 Kanal (en) a rapporté que des partisans de Nova Kakhovka occupée avaient laissé une banderole avec un message sur un poteau dans la ville. Il disait : « Occupant russe ! Sachez ! Kakhovka, c'est l'Ukraine ! Nous sommes proches ! Nos gens travaillent déjà ici ! La mort vous attend ! Kakhovka, c'est l'Ukraine ! » Apostrophe rapporte que des résistants ont fait sauter le pont ferroviaire d'Akimovka.
Le 30 avril, des membres de la dénommée "Armée partisane de Berdiansk" (BPA) ont publié une vidéo sur Telegram appelant les troupes russes à quitter Berdiansk. Ils ont annoncé qu'ils organisaient leurs forces et qu'ils étaient « prêts à sortir de l'ombre ». Le récit de cette organisation a été utilisé pendant l'invasion pour rassembler et montrer des preuves de crimes russes dans la ville et des informations sur des collaborateurs de l'armée russe à Berdiansk.

### Mai
Le 13 mai, Oleksiy Reznikov, le ministre de la Défense de l'Ukraine, a évoqué les défaites et les difficultés que les troupes russes avaient connues en Ukraine depuis le début de l'invasion. Reznikov a également parlé des partisans de Kherson, Melitopol et d'autres localités, les qualifiant de « contribution importante à la victoire commune ».
Le 22 mai, à Enerhodar occupée, des partisans ukrainiens ont fait exploser un explosif devant un immeuble résidentiel où se trouvait le maire de la ville nommé par les Russes, Andrei Chevtchik. Chevtchik et ses gardes du corps ont subi des blessures de gravité variable, et Chevtchik s'est retrouvé en soins intensifs. Il a d'abord été emmené dans un hôpital d'Enerhodar, puis dans un autre à Melitopol.
Fin mai, six garde-frontières russes au point de contrôle frontalier de Zernovo, dans le nord de l'Ukraine, auraient été tués dans la semaine du 30 mai au 5 juin lorsqu'ils ont été attaqués par des partisans ukrainiens. Deux jours plus tard, une bombe explose près du bureau de Yevhen Balytskyi (en), responsable prorusse et maire de facto de Melitopol.

### Juin
Le 18 juin, un engin explosif a explosé dans la voiture d'Evgueni Sobolev, chef du service pénitentiaire de la région de Kherson. Il a survécu à l'explosion et a été transporté à l'hôpital selon TASS.
Le 20 juin, trois soldats russes se trouvaient dans un café en terrasse à Kherson lorsqu'un tireur a ouvert le feu sur eux. Deux des soldats ont été tués, tandis que le soldat survivant a été hospitalisé, selon le Commandement opérationnel sud.
Le 24 juin, à Kherson, le responsable russe Dmitry Savluchenko, a été tué dans une voiture piégée, ce qui aurait été planifié par des partisans ukrainiens

### Juillet
Le 7 juillet, l'officier de police Serhii Tomko qui avait fait défection du côté russe et avait été nommé Député en chef de la police locale a été tué par balle dans son véhicule à Nova Kakhovka.
Le 11 juillet, Yevgeny Yunakov, l'administrateur en chef de Velykyï Bourlouk nommé par les forces russes a été tué dans une voiture piégée selon TASS.
Le 24 juillet, des partisans à Melitopol ont attaqué une infrastructure ferroviaire pendant la nuit, causant des dommages modérés à un tronçon de voie ferrée. Des explosions auraient été entendues près de l'aérodrome de Melitopol et près du village de Kostiantynivka, selon le maire de Melitopol Ivan Fedorov.
Le 26 juillet, Euromaidan Press (en) a rapporté que l'usine Satelit de Marioupol avait été attaquée par des partisans et « brûlait depuis 10 jours ».
Le 27 juillet, à Kherson un explosif improvisé a fait exploser une voiture avec deux policiers qui avaient fait défection à l'intérieur ; tous deux ont été grièvement blessés et l'un est décédé plus tard des suites de ses blessures.
Le 28 juillet, le Daily Telegraph a rapporté que des affiches avec le message: « Vous ne pouvez pas partir ? HIMARS vous aidera » avaient commencé à apparaître à Kherson.
Le 29 juillet, des partisans dans l'oblast de Louhansk ont incendié une boîte de distribution contrôlant les feux de circulation ferroviaire, les jonctions et les passages à niveau près de Svatove pendant la nuit, selon le chef de l'administration militaire et civile régionale de Louhansk, Serhiy Haidai.Le même jour, Petro Andriushchenko, le conseiller du maire de Marioupol, a signalé que des partisans avaient incendié des champs de céréales près de la ville afin que les forces russes ne puissent pas voler et exporter les céréales.

### Août
Le 6 août, les médias ukrainiens ont rapporté que le chef adjoint de l'administration russe à Nova Kakhovka, Vitaly Guru, avait été abattu à son domicile ; cette information a toutefois été démentie.
Le 15 août, le maire de Melitopol rapporte que des francs-tireurs ont fait sauter le pont ferroviaire utilisé par les Russes près de la ville.
Le 23 août, Ihor Telehin, chef adjoint du département de la politique intérieure de l'oblast de Kherson, a été blessé dans une explosion ciblée.
Le 24 août, le chef de l'administration nommée par les Russes de Mykhailivka, dans l'oblast de Zaporizhzhia, Ivan Sushko, a été blessé dans un attentat à la voiture piégée ; il a été transporté dans un hôpital où il a succombé à ses blessures.
Le 26 août, le fonctionnaire nommé par la Russie Oleksandr Koliesnikov, chef adjoint de la police de la circulation de Berdiansk, a été blessé dans une explosion. Il a été transporté à l'hôpital pour des blessures par éclats d'obus, où il est mort quelques heures plus tard.
Le 28 août, le député populaire d'Ukraine Oleksii Kovalov, qui, selon les autorités ukrainiennes, avait assumé début juillet le poste de chef adjoint du gouvernement de l'oblast de Kherson nommé par les Russes, a été abattu à son domicile.
Le 30 août, des partisans auraient lancé des attaques contre les forces de sécurité pro-russes dans la ville de Kherson.

### Septembre
Le 3 septembre, Maksym Mahrynov, un habitant de Tokmak (Ukraine), dans la Oblast de Zaporijjia, s'est fait exploser devant son domicile lorsque l'armée russe a tenté de l'arrêter pour avoir guidé les tirs de l'artillerie ukrainienne. L'explosion a tué Mahrynov sur le coup et a fait deux autres victimes parmi les militaires russes.
Le 6 septembre, le fonctionnaire installé en Russie, Artem Bardin, a été grièvement blessé lorsque sa voiture a explosé à Berdyansk. Des responsables russes ont indiqué qu'il avait perdu ses deux jambes et que les médecins " luttaient pour sa vie " dans l'hôpital où il était gardé.
Le 7 septembre, le siège d'une organisation pro-russe appelée « Nous sommes ensemble avec la Russie » a été bombardé à Melitopol.
Le 10 septembre, le gouverneur de l'oblast de Louhansk, Serhiy Haidai, a affirmé que les partisans ukrainiens avaient réussi à s'emparer de certaines parties de Kreminna lors de la contre-offensive ukrainienne de 2022 dans l'oblast de Kharkiv.

### Octobre
Le 31 octobre, Pavlo Ischuk, premier adjoint au maire de Berdiansk chargé de la politique étrangère et des communications de masse, installé par la Russie, a été grièvement blessé par un attentat à la bombe près de sa maison à Berdiansk.

### Novembre
Le 4 novembre, le chef de la RPD, Denis Pouchiline, a déclaré qu'Alexandre Nikouline, juge à la Cour suprême de la RPD, avait été grièvement blessé par balle à Vuhlehirsk.
Le 15 novembre, le maire de Melitopol, Ivan Fedorov, a déclaré que Dmitri Trukhin, ancien membre du conseil municipal et directeur des « biens communaux », avait été grièvement blessé après un attentat à la bombe contre sa résidence à Melitopol.

### Décembre
Le 11 décembre, des résistants ont incendié des casernes occupées par des soldats russes dans le village de Sovietske en Crimée occupée.
Le 12 décembre, Vitaly Bulyuk, premier directeur adjoint du MCA de Kherson pour l'économie, la politique financière et budgétaire, l'agriculture, les recettes et les redevances, a été blessé dans un attentat à la voiture piégée à Skadovsk. Son chauffeur a été tué.
Le 22 décembre, il a été rapporté qu'Andrei Shtepa, chef de l'occupation russe dans le district de Kakhovka à Kherson, avait été assassiné dans un attentat à la voiture piégée près d'un monument soviétique à Kakhovka. Son chauffeur a également été tué.

## 2023

### Janvier-Février
Le 6 janvier, des partisans ont fait sauter une voie ferrée près de Chtchastia, dans l'oblast de Louhansk, qui était principalement utilisée pour transporter du matériel militaire et des céréales ukrainiennes volées.
Le 13 janvier, un attentat à la voiture piégée a eu lieu visant à tuer le collaborateur en charge de l'occupation russe de Berdiansk, Alexei Kichigin, mais celui-ci a survécu. Le 16 janvier, à la suite d'une série d'explosions, les autorités ukrainiennes ont annoncé que Kichigin avait été tué dans les frappes.
Le 24 janvier, une collaboratrice russe locale, Valentyna Mamai, a été la cible d'un attentat à la voiture piégée dans le centre de Berdiansk, puis hospitalisée,.
Le 3 février, Yevgeny Kuzmin, officier de police local collaborateur russe à Enerhodar et chef local des troupes russes, a été tué par un engin explosif improvisé (EEI) alors qu'il se trouvait dans sa voiture.

### Mars
Le 14 mars, Ivan Tkach, collaborateur russe local, a été tué dans un attentat à la voiture piégée dans le centre de Melitopol.
Le 19 mars, le collaborateur russe Serhii Moskalenko a été tué dans un attentat à la voiture piégée à Skadovsk par des partisans d'Atesh. Moskalenko avait installé des chambres de torture dans l'oblast de Kherson pendant l'occupation russe et avait été nommé « directeur de prison » par les autorités d'occupation. Une tentative de faire exploser un gazoduc a eu lieu dans la ville de Simferopol, en Crimée occupée par la Russie. L'installation a subi des dommages mineurs,.
Le 27 mars, la voiture de Mikhaïl Moskvine, chef de la police nommé par la Russie, a explosé à Marioupol, dans l'oblast de Donetsk. Moskvin a survécu.

### Avril-Mai
Le 27 avril, le collaborateur russe Oleksandr Mishchenko a été tué dans un attentat à la bombe à Melitopol. Mishchenko était auparavant chef de la police du Raion de Pryazovske et avait occupé le poste de chef adjoint du ministère de l'Intérieur de Melitopol pour le personnel depuis l'invasion russe.
Le 15 mai, Igor Kornet, ministre de l'Intérieur de la République populaire autoproclamée de Louhansk, a été grièvement blessé par une explosion dans le centre-ville de Louhansk. Il a été rapporté que Kornet se trouvait dans un salon de coiffure au moment de l'explosion, qui a blessé quatre autres personnes.
Le 18 mai, des partisans ont fait exploser une voie ferrée près de Bakhchisaray, en Crimée, provoquant le déraillement d'au moins cinq wagons de marchandises.

### Juin
Le 2 juin, une voiture avec quatre collaborateurs locaux a explosé à Mykhailivka, dans l'oblast de Zaporijjia, occupée par les Russes. Ivan Fedorov, le maire élu de Melitopol, a rapporté que l'une des victimes était Serhii Dydovodiuk, un distributeur d'alcool local, connu pour ses positions prorusses et pour ses collègues prorusses et russes dans son café.
Le 14 juin, des francs-tireurs ukrainiens ont fait sauter une ligne ferroviaire clé près de Melitopol, dans l'oblast de Zaporijjia. Les responsables ukrainiens ont affirmé qu'en plus des 50 mètres de voie ferrée, cinq wagons de marchandises avaient été détruits par la détonation.
Le 19 juin, la voiture de Vladimir Epifanov, assistant du vice-Premier ministre de la région de l'oblast de Zaporijjia occupée par la Russie, a explosé à Simferopol, en Crimée. Selon les premiers rapports, Epifanov et ses gardes du corps ont survécu à l'explosion, mais ont été grièvement blessés.
Le 21 juin, les résistants d'Atesh ont fait exploser une ligne ferroviaire entre Théodosie et Vladyslavivka en Crimée occupée, provoquant la perturbation du trafic ferroviaire pendant plusieurs heures.
Le 24 juin, deux partisans âgés de 16 ans ont été abattus par un tireur isolé russe à Berdiansk après avoir tué un soldat russe et un policier collaborateur.

### Juillet
Le 4 juillet, une frappe de drone dans la région de Moscou, prétendument menée par l'Ukraine, aurait perturbé les vols à l'aéroport international de Vnukovo. Le ministère russe de la Défense a indiqué que les cinq drones impliqués dans l'attaque avaient été interceptés avec succès sans causer de dommages.
Le 29 juillet, deux officiers russes ont été tués et 15 autres hospitalisés à la suite d'un empoisonnement massif perpétré par des résistants ukrainiens dans la ville portuaire de Marioupol, occupée par les Russes, dans la région de Donetsk, à l'est de l'Ukraine. Petro Andriushchenko, conseiller du maire élu de la ville, a affirmé que les autorités russes supposent que du cyanure et des pesticides ont été ajoutés à la nourriture distribuée lors d'un événement organisé pour célébrer la Journée de la marine russe.

### Août
Le 13 août, des partisans ukrainiens ont incendié une base militaire russe près de l'usine Azovstal détruite à Marioupol, dans l'oblast de Donetsk. Les autorités locales ukrainiennes ont fait état de pertes parmi les troupes et le matériel russes, mais n'ont pas publié d'autres détails. Il a été rapporté plus tard qu'au moins 10 militaires russes avaient été blessés par l'incendie,.
Le 30 août, les maquisards d'Atesh ont fait exploser le centre électoral du parti Russie unie à Nova Kakhovka, une ville située dans la partie occupée par les Russes de l'oblast de Kherson. Les partisans ont affirmé que l'explosion avait tué trois soldats russes et brûlé « tous les documents que les occupants avaient apportés pour les élections prévues du 8 au 10 septembre ».
Le 31 août, le groupe local de résistants « Y » a revendiqué la responsabilité d'un autre incendie criminel contre une base russe à la périphérie de Marioupol et aurait endommagé au moins quatre véhicules militaires russes.

### Septembre-Octobre
Le 7 septembre, une voiture transportant deux agents du FSB a explosé à Oleshky, dans l'oblast de Kherson occupé par les Russes. La voiture piégée a tué sur le coup un officier du FSB et blessé grièvement l'autre, ainsi que trois soldats russes qui escortaient la voiture.
Le 7 octobre, une voiture piégée a tué Vladimir Malov, un responsable russe installé dans la ville ukrainienne occupée de Nova Kakhovka.
Le 23 octobre, des médias russes ont rapporté la mort d'un militaire russe à la suite de l'explosion d'un engin explosif improvisé dans la ville portuaire occupée de Berdiansk. Plus tard dans la journée, un porte-parole de la Direction principale du renseignement d'Ukraine a déclaré qu'« un groupe de résistance local » était à l'origine du complot visant une voiture transportant quatre représentants du FSB russe et a qualifié l'attaque d'« acte de vengeance ».
Le 27 octobre, l'ancien député et responsable séparatiste Oleg Tsaryov a été abattu à son domicile à Yalta, en République autonome de Crimée. Son état aurait été « critique » lorsqu'il a été transporté d'urgence à l'hôpital, mais selon des sources officielles russes, il a survécu à l'attentat contre sa vie. Le 31 octobre, le FSB a arrêté un habitant local de 46 ans, qui aurait avoué avoir tenté d'assassiner Tsaryov.

### Novembre
Le 8 novembre, Mikhaïl Filiponenko, responsable installé par la Russie et ancien dirigeant séparatiste, a été assassiné à Louhansk. La direction du renseignement militaire ukrainien affirme avoir mené une « opération spéciale » en collaboration avec des résistants locaux pour liquider Filiponenko. Il aurait survécu à une précédente tentative d'assassinat en février 2022, trois jours seulement avant le début de l'invasion à grande échelle de l'Ukraine par la Russie. Avant 2010, Filiponenko était député local du Parti des régions prorusses,.
Le 10 novembre, des partisans ukrainiens ont fait exploser une voiture de police russe à Marioupol, dans l'est de l'Ukraine. Aucune victime humaine n'a été signalée.
Le 11 novembre, des francs-tireurs ukrainiens ont fait exploser le quartier général de l'armée russe à Melitopol, tuant au moins trois militaires russes. L'attaque a eu lieu lors d'une réunion d'officiers du FSB et de la Garde nationale russe.
Le 21 novembre, le lieutenant-colonel Oleg Shumilov et le lieutenant-colonel Vladimir Pakholenko ont été grièvement blessés lorsque leur voiture a explosé dans la ville de Louhansk. Choumilov était vice-ministre de l'Intérieur et Pakholenko enquêteur criminel.

### Décembre
Le 5 décembre, 24 militaires russes auraient été tués et 11 autres hospitalisés après que des membres d'un groupe partisan local ont distribué des produits d'épicerie et des boissons alcoolisées empoisonnés à Simferopol, en Crimée.
Le 6 décembre, une voiture appartenant à un député russe nommé Oleh Popov a explosé dans le centre-ville de Louhansk. RIA Novosti, un média russe, a diffusé des informations faisant état d'une explosion près du stade Avanhard, mais n'a pas précisé si quelqu'un avait été blessé dans l'explosion.
Le 15 décembre, des partisans ont bombardé un train transportant des munitions et des fournitures dans la partie de l'oblast de Zaporijjia occupée par les Russes. Un jour plus tard, des résistants locaux ont blessé un officier russe dans un attentat à la voiture piégée à Marioupol, dans l'oblast de Donetsk.
Le 17 décembre, des membres du mouvement Atesh ont publié les coordonnées de prétendues installations antiaériennes russes dans un message en ligne près de Sébastopol, en Crimée occupée. Cela fait partie d’une prétendue opération de collecte de renseignements plus vaste menée par le groupe, alors que des informations faisant état d’une infiltration dans une base militaire russe à Feodosia ont fait surface cinq jours plus tôt,.
Le 25 décembre, les résistants d'Atesh ont publié des images d'une infiltration dans un poste de commandement russe près de la ville de Novoozerne, dans le nord-ouest de la Crimée.

## 2024

### Janvier
En janvier 2024, le mouvement de résistance Atesh, créé en septembre 2022, fait parler de lui en raison de ses actions de sabotage et de renseignement sur le territoire de Crimée occupée.
Le 13 janvier, en Crimée, 46 militaires russes auraient été tués à Simferopol et à Bakhtchissaraï avec de la vodka empoisonnée distribuée par deux jeunes militantes. La police a été envoyée pour les appréhender dans une maison privée à Yalta et a engagé une fusillade avec les partisans, au cours de laquelle 3 policiers ont été tués et 2 blessés avant que les partisans ne s'enfuient en voiture.
Le 15 janvier, une voiture transportant quatre militaires russes a explosé à Melitopol, occupée par les Russes. Selon les premières informations, les quatre soldats ont été blessés.

### Février
Le 19 février, des agents du FSB ont tué un homme qui aurait posé une charge explosive sous la voiture d'un responsable russe à Melitopol, dans la région de Zaporijjia.
Le 22 février, il a été rapporté que six membres de la Commission électorale centrale russe étaient morts à Marioupol après avoir été empoisonnés par des partisans. Un mois auparavant, trois militaires russes étaient morts et dix autres avaient été hospitalisés après qu'une cellule partisane a distribué des boissons contaminées, également à Marioupol.
Le 27 février, un groupe d'hommes a déclenché une opération de police à Djankoï après une tentative présumée d'infiltration sur un aérodrome militaire.
Le 27 février, des résistants ont fait exploser le siège local du parti Russie unie à Nova Kakhovka, dans le sud de l'Ukraine, occupée.

### Mars
Le 6 mars, Svetlana Samoilenko, organisatrice de l'élection présidentielle russe de 2024 et adjointe au maire russe de Berdiansk, a été tuée dans un attentat à la voiture piégée dans la ville portuaire méridionale de Berdiansk, dans l'oblast de Zaporijia.
Le 10 mars, Ihor Tsiferov, un collaborateur de Dokoutchaïevsk, petite ville au sud de Donetsk, a été blessé lorsque sa voiture a explosé devant sa maison. Tsiferov était un employé du ministère de la Sécurité d'État de la République populaire autoproclamée de Donetsk, impliqué dans des enlèvements illégaux, des actes de torture et d'autres graves violations des droits humains depuis le début de la guerre russo-ukrainienne en 2014.
Le 15 mars, des partisans ont placé un engin piégé dans une poubelle devant un bureau de vote dans la station balnéaire de Skadovsk, occupée par les Russes, dans l'oblast de Kherson. Les partisans affirment avoir blessé au moins cinq militaires russes lorsque l'explosif a explosé.
Le 17 mars, il a été signalé qu'une femme avait vandalisé une urne lors de l'élection présidentielle russe de 2024 en y versant de la peinture verte. L'incident s'est produit à Simferopol, la capitale de la République autonome occupée de Crimée.
Le 22 mars, deux explosions ont eu lieu dans la ville occupée de Melitopol. Une vingtaine de soldats russes ont été tués et deux camions bâchés Kamaz et un UAZ ont été détruits, selon un premier bilan des services de renseignement militaires ukrainiens.

### Avril
Le 1er avril, Valerii Chaika, collaborateur prorusse et ancien employé de l'administration locale du district, a été tué dans la ville de Starobilsk, dans l'oblast de Louhansk, lorsqu'un engin explosif artisanal a fait exploser sa voiture.
Le 4 avril, un attentat à la voiture piégée a visé Maxim Zubarev, maire nommé par la Russie de Iakymivka, une ville de la partie occupée par la Russie de l'oblast de Zaporijia. Zubarev a été transporté à l'hôpital, où les médecins ont décrit son état comme « critique », mais selon les rapports préliminaires, Zubarev a survécu à la tentative d'assassinat.
Le 17 avril, les forces armées ukrainiennes ont frappé un système de missiles S-400 non camouflé et un poste de commandement des forces armées russes près de l'aérodrome de la ville de Djankoï en Crimée. Quelques jours auparavant, les francs-tireurs d'Atesh avaient partagé l'emplacement du complexe dans une publication en ligne, demandant une action immédiate de l'armée ukrainienne,.

### Mai
Le 5 mai, un collaborateur russe et employé d'une colonie pénitentiaire locale a été tué lorsqu'un engin explosif improvisé a fait exploser la voiture de la victime à Berdiansk occupée, dans l'oblast de Zaporijia. Les autorités d'occupation russes ont ensuite annoncé l'ouverture d'une enquête criminelle et ont déclaré qu'un inconnu avait placé la charge explosive sous la carrosserie du véhicule.
Le 20 mai, les habitants de Katerynivka, dans la région de Louhansk, ont coordonné une frappe de roquette ukrainienne sur une base militaire russe.
Le 21 mai, le groupe militant pro-ukrainien local « Ї » a incendié un entrepôt dans la ville portuaire de Marioupol, dans l'oblast de Donetsk, qui était utilisé par les forces armées russes pour stocker des matériaux de construction et d'autres biens.
Le 31 mai, un habitant de Crimée âgé de 40 ans a poignardé à mort deux militaires russes à Alouchta.
Le 31 mai, une cellule partisane a revendiqué la responsabilité d'un incendie criminel contre la voiture d'un collaborateur pro-russe anonyme à Marioupol.

### Juin
Le 2 juin, un militaire russe a publié une vidéo dans laquelle il accusait les employés d'un magasin local à Ivanivka, dans la région de Kherson, d'avoir tenté de l'empoisonner, lui et ses camarades, avec des pilules qu'ils tentaient de dissoudre dans des bouteilles de boisson gazeuse Fanta.
Le 11 juin, des membres d'Atesh ont publié des images et les coordonnées d'un dépôt de munitions de fortune et d'un centre de communication russe à Marioupol, dans l'oblast de Donetsk.
Le 23 juin, des partisans ont saboté une ligne ferroviaire reliant Marioupol à Rostov-sur-le-Don en incendiant une armoire relais.
Le 26 juin, les résistants d'Atesh ont infiltré un autre dépôt de munitions russe dans les locaux d'une ferme abandonnée du village de Zakharivka, dans l'oblast de Donetsk. Selon les partisans, l'armée russe a utilisé le site pour stocker des obus d'artillerie et a annoncé avoir transmis les coordonnées aux Forces armées ukrainiennes.

### Juillet
Le 6 juillet, un groupe partisan a revendiqué le sabotage d'un gazoduc près de Vynohradne (en), une petite localité de la Riviera de Crimée occupée, au nord-est de Yalta. L'attaque présumée a provoqué un incendie majeur qui a touché 4 172 mètres carrés de terrain et a menacé de se propager à une zone sèche et boisée pendant une courte période. Selon les autorités d'occupation russes locales, l'incendie a laissé 12 villages sans aucun approvisionnement en gaz et il faudrait entre 7 et 10 jours pour réparer les installations endommagées.
Le 12 juillet, les partisans d'Atesh ont incendié un champ sec près d'Olechky, dans l'oblast de Kherson. Selon ses membres, le feu s'est rapidement propagé vers les positions militaires russes voisines, brûlant gravement une vingtaine de militaires russes et provoquant une chaîne d'explosions lorsque les munitions stockées dans les tranchées se sont déclenchées.
Le 22 juillet, des résistants ukrainiens auraient tué 12 soldats russes à Marioupol en leur vendant des pastèques préparées, qui contenaient des substances toxiques.
Le 30 juillet, environ 56 000 habitants se sont retrouvés sans électricité ni eau courante, après que quatre incendies ont ravagé diverses sous-stations de Kertch occupée, en Crimée. Selon les médias russes, les incendies ont éclaté simultanément dans les villages de Bondarenkove et Osovyny, ainsi que dans les sous-stations du bloc 450 et du Mont Mithridat (en), situées dans les limites de la ville. Les autorités d'occupation russes ont déclaré que des actes de sabotage pourraient être à l'origine des incendies.

### Août
Le 4 août, des membres du mouvement Atesh ont incendié un cabinet relais à Donetsk. Les partisans affirment que le chemin de fer, qui traverse les quartiers de Kalininskyi et Budonivskyi de la ville, constitue une ligne d'approvisionnement vitale pour l'armée russe et permet le soutien du groupement russe près de Toretsk.
Le 23 août, jour du drapeau national de l'Ukraine, des militants du Ruban jaune ont lancé une action coordonnée dans la ville occupée de Donetsk, dans l'est du pays, et ont peint à la bombe le drapeau ukrainien dans plusieurs quartiers de la ville, notamment dans les zones proches de l'ancienne mine de Zaperevalna, le 122e gymnase et les rues Antropova, Danilevsky et Hornostaivska.
Le 25 août, les chaînes prorusses Telegram ont rapporté que des militants pro-ukrainiens avaient réussi à pénétrer dans une caserne de fortune de l'armée russe près de Simferopol, où ils avaient poignardé à mort 18 soldats. Il a également été noté qu'il ne s'agissait pas d'un incident isolé survenu dans la péninsule de Crimée occupée par la Russie et que des « tragédies » similaires s'étaient produites près de Sébastopol et d'Eupatoria un an plus tôt.
Le 28 août, des partisans d'Atesh auraient incendié un autre cabinet relais dans le sud-est de l'Ukraine. Selon les francs-tireurs, le chemin de fer reliant Rostov-sur-le-Don aux villes de Marioupol et Berdiansk occupées par les Russes est d'une grande valeur stratégique, car il servirait de principale ligne d'approvisionnement pour toutes les troupes russes dans le sud de l'Ukraine occupée en cas de destruction du pont de Crimée.

### Septembre - Octobre
Le 11 septembre, les partisans d'Atesh ont publié une photo et les coordonnées d'un complexe de défense aérienne russe S-300 près de Tchonhar occupée, dans l'oblast de Kherson.
Le 21 septembre, ils ont infiltré un dépôt de munitions du village de Vyshniuvate, dans l'oblast de Zaporijjia.
Le 1er octobre, des partisans ukrainiens ont saboté une Lada 110 qui transportait d'après eux trois soldats russes, dans la ville de Melitopol.
Le 2 octobre, une voiture piégée a tué Vitali Lomienko à Berdiansk, un juge local accusé de collaboration avec l'occupant russe.
Le 13 octobre, des militants d'Atesh ont brulé et détruit un véhicule de reconnaissance russe à Starobecheve, dans l'oblast de Donetsk.

### Novembre
Le 13 novembre, Valery Trankovsky, 47 ans, capitaine de premier rang de la flotte russe de la mer Noire, aurait été tué dans un attentat à la voiture piégée à Sébastopol, en Crimée occupée. Le maire de la ville, Mikhaïl Razvojaev, nommé par la Russie, a déclaré qu'une enquête sur l'incident était en cours et a noté que « la possibilité d'un sabotage ne peut être exclue ».
Le 17 novembre, les francs-tireurs d'Atesh ont incendié un cabinet relais entre Tokmak et Kamianka, occupés, Oblast de Zaporijjia.
Le 18 novembre, des partisans ukrainiens sabotent une autre ligne ferroviaire près de Kalchik, une localité située au nord de Marioupol, dans la partie de l'oblast de Donetsk occupée par les Russes. L'attaque a entraîné la collision de deux locomotives et endommagé une section des lignes aériennes,.
Le 26 novembre, des partisans du mouvement Atesh ont saboté une autre ligne ferroviaire en détruisant un relais près de Novooleksiivka, une ville située à la frontière administrative entre l'oblast de Kherson et la République autonome de Crimée.
Le 27 novembre, les militants d'Atesh ont publié un article en ligne dans lequel ils ont appelé l'armée ukrainienne à cibler une concentration de systèmes de défense aérienne russes S-400 près de la colonie de Molochne, dans le raïon de Saky, en Crimée occupée. Le 29 novembre, les Forces armées ukrainiennes ont mené avec succès une frappe de missile dans la zone qui, selon les premières informations, visait un système de défense aérienne russe du même type.

### Décembre
Le 9 décembre, Serhiy Yevsyukov et son épouse ont été la cible d'un attentat à la voiture piégée à Donetsk, la capitale régionale occupée par la Russie. Les chaînes russes Telegram ont rapporté qu'Evsyukov avait été tué dans l'explosion, tandis que sa femme avait été grièvement blessée et avait perdu une jambe. Yevsyukov était à la tête du célèbre camp de filtration d'Olenivka, qui est devenu le théâtre d'un massacre visant les prisonniers de guerre ukrainiens.
Le 16 décembre, les guérilleros d'Atesh ont découvert de grandes fortifications russes, qui comprenaient des postes d'observation, des bunkers et des dépôts de ravitaillement. Les fortifications, censées protéger la péninsule de Crimée occupée par la Russie contre d'éventuelles tentatives ukrainiennes de reconquête de la région, s'étendent du village de Vyshnivka, dans le district nord de Perekopsk, jusqu'à la capitale du district, Krasnoperekopsk.
Le 24 décembre, Vasyl Nechet, président du conseil municipal de Berdiansk, dans l'oblast de Zaporijia installé par la Russie, a été blessé lorsqu'il a été pris pour cible dans un attentat à la voiture piégée. Le mouvement partisan local « Zla Mavka » a rapporté que l'explosion s'était produite devant un immeuble résidentiel et que Vasyl Nechet avait été hospitalisé, mais a également déclaré que son état exact était inconnu.
Le 27 décembre, des assaillants inconnus auraient mis le feu à une voiture appartenant à un officier militaire russe de haut rang à Melitopol, dans l'oblast de Zaporijia, dans le sud de l'Ukraine occupée par la Russie.

## 2025

### Janvier
Le 7 janvier, des partisans du groupe Atesh ont dévoilé un poste de commandement de l'armée russe près d'un sanatorium, dans les environs de la ville balnéaire de Novofedorivka. Le groupe a indiqué l'emplacement à l'armée ukrainienne pour qu'ils le prennent pour cible.
Le 22 janvier, des partisans ukrainiens ont mis le feu à un véhicule utilitaire de l'armée russe dans la ville de Donetsk. L'attaque a eu lieu près de la base des forces séparatistes du Donbass.
Le 29 janvier, les militants d'Atesh ont annoncé avoir cartographié l'emplacement de plusieurs entrepôts russes sur le territoire de la péninsule de Crimée occupée en suivant le mouvement d'importantes cargaisons de carburant.

### Février
Le 2 février, des affiches et des graffitis pro-ukrainiens ont commencé à apparaître dans les villes de Crimée de Simferopol, Théodosie et Bakhtchissaraï avec des messages tels que : « Simferopol - ville ukrainienne » ou « La Crimée attend l'AFU », ainsi que « La Crimée est l'Ukraine ». Ruban jaune, l'organisation à l'origine de ces actes de protestation, a également indiqué avoir établi des communautés dans toutes les grandes villes de la péninsule occupée, mais aussi dans des villes plus petites comme Simeïz et Balaklava, qui se livrent à des actes de guerre psychologique.
Le 4 février, des informations ont fait état d'une augmentation des disparitions de militaires russes à Tokmak et Melitopol, dans la partie sous contrôle russe de l'Oblast de Zaporijjia. Outre les désertions et les luttes intestines, des rumeurs courent selon lesquelles au moins un militaire aurait été tué par des résidents locaux, majoritairement opposés au régime d'occupation russe.

### Mai
Dans la nuit du 30 au 31 mai, un train militaire russe se dirigeant vers la Crimée et transportant du carburant et de la nourriture est détruit suite à une explosion sur la voie ferrée près du village occupé de Iakymivka,. Le sabotage est revendiqué le 31 mai par le groupe de résistance Zla Mafka (en ukrainien : Зла Мавка, en français : Mavka la Maléfique), composé exclusivement de membres féminins et basé à Melitopol,.

### Juin
Le 1er juin, le groupe de combattants de la résistance ukrainienne Atesh revendique l'incendie d'un boîtier relais sur la nouvelle ligne ferroviaire de Volnovakha-Marioupol, dans l'oblast de Donetsk, provoquant une panne du système de signalisation et perturbant la circulation des trains.